# August Pelsmaecker
Augustus Pelsmaecker (ur. 15 listopada 1899 w Antwerpii, zm. 19 listopada 1976 tamże) – belgijski piłkarz grający na pozycji obrońcy lub pomocnika. Był reprezentantem Belgii.

## Kariera klubowa
Większość swojej kariery piłkarskiej Pelsmeacker spędził w klubie Beerschot VAC, w którym w 1919 roku zadebiutował w pierwszej lidze belgijskiej i grał w nim do 1935 roku. Wraz z Beerschotem wywalczył pięć tytułów mistrza Belgii w sezonach 1921/1922, 1923/1924, 1924/1925, 1925/1926 i 1927/1928 oraz trzy wicemistrzostwa Belgii w sezonach 1922/1923, 1926/1927 i 1928/1929. W latach 1935–1937 grał w ARA La Gantoise.

## Kariera reprezentacyjna
W reprezentacji Belgii Pelsmaecker zadebiutował 17 lutego 1920 roku w wygranym 3:1 towarzyskim meczu z Anglią, rozegranym w Brukseli. Był w kadrze Belgii na Igrzyska Olimpijskie w Antwerpii. Zdobył na nich złoty medal, jednak nie rozegrał żadnego spotkania na tym turnieju. W 1924 roku był w kadrze na Igrzyska Olimpijskie w Paryżu. Od 1920 do 1925 roku rozegrał 4 mecze w kadrze narodowej.

## Kariera trenerska
Pelsemaecker pracował również jako trener. Jeszcze jako piłkarz był grającym trenerem w Beerschocie w latach 1929-1931. Następnie pracował w KAA Gent w latach 1931-1941 oraz w Royalu Antwerp FC 1941-1944 i 1945-1949.